# AyiboPost
AyiboPost est un média en ligne haïtien fondé en 2015 reconnu pour son approche innovante et son engagement à informer, éduquer et sensibiliser la population haïtienne. Son objectif principal est de proposer des contenus explicatifs et d'investigation. AyiboPost publie en plusieurs langues, principalement en créole haïtien, en français, en anglais, et occasionnellement en espagnol, notamment pour les sujets liés à la République Dominicaine. Son journalisme se décline en divers formats: texte, vidéo et audio (podcasts).

## Historique
Fondé en 2014 par Jétry Dumont et Naïké Michel, AyiboPost a débuté comme un blog participatif où de jeunes contributeurs haïtiens du monde entier partageaient des analyses et des points de vue originaux sur la société haïtienne, déclenchant rapidement des débats de fond. Quelques mois après son lancement, Naed Jasmin Désiré a rejoint l’équipe pour contribuer à l’édition des textes. Le succès rapide de la plateforme a incité l'équipe à intégrer deux nouveaux éditeurs, Marguerite Jean et Widlore Mérancourt.
En 2015, AyiboPost a étendu ses activités à la production vidéo, avec Ralph Thomassaint Joseph et Jétry Dumont réalisant les premiers reportages et émissions diffusés sur la plateforme.
En 2017, AyiboPost a créé une rédaction composée de journalistes à temps plein, dirigée par Ralph Thomassaint Joseph en tant qu’éditeur en chef jusqu'en 2019. Pierre Wendy Jean a supervisé la section vidéo de 2017 à 2022.
En 2019, Widlore Mérancourt revient à AyiboPost en tant qu’Éditeur en chef, introduisant le concept d'« explorations », qui permet aux journalistes de travailler en profondeur sur une thématique spécifique pendant une période donnée. Parmi les sujets explorés, on compte des thèmes majeurs comme l’insécurité en Haïti, la migration haïtienne, le scandale Petrocaribe.
Aujourd'hui, AyiboPost compte une équipe de 24 professionnels, composée de journalistes, de techniciens en audiovisuel, et de cadres administratifs. Le média a été fondé pour répondre à un besoin de qualité et d’indépendance dans l’information en Haïti,.

## Modèle économique et indépendance
AyiboPost opère sans publicité, ce qui renforce son indépendance éditoriale et lui permet de mener des enquêtes sur des affaires de corruption impliquant des entreprises et des personnalités politiques. Cette indépendance, bien que précieuse, expose parfois le média à des menaces et pressions, incluant des tentatives d'enlèvement de certains de ses membres. AyiboPost a également investi dans des projets parallèles, comme la boîte de production audiovisuelle AyiboStudio et le média spécialisé en sport, AyiboSport,.

## Reconnaissance et impact
Depuis sa création, AyiboPost s'est imposé comme un site de référence en Haïti, reconnu pour son engagement en faveur d'une information de qualité et son rôle dans l'amélioration du discours public. Il offre une plateforme aux voix souvent marginalisées et jouit d’une renommée internationale. Ses travaux journalistiques ont été repris par des médias de premier plan, tels que comme The New York Times, The Washington Post, the Guardian, Médiapart. Plusieurs de ses reportages ont remporté des prix journalistiques prestigieux. AyiboPost collabore également chaque mois avec Radio France Internationale (RFI) dans le cadre du Journal d’Haïti et des Amériques .